# Грімоальд I Беневентський
Грімоальд (бл. 610—671) — герцог Беневентський (651—662), король лангобардів (662—671). Син герцога Фріульського Гізульфа II та баварської принцеси Рамгільди, дочки герцога Баварського Гарібальда I, спадкував своєму братові Радоальду. Перед цим разом з Радоальдом був регентом свого слабоумного зведеного брата Аюльфа I. Одружився з принцесою Феодотою, дочкою короля лангобардів Аріперта I, з якою мав сина Гарібальда.
У 662 отримав запрошення тогочасного короля лангобардів Годеперта допомогти у війні з його братом Перктарітом, проте порушив домовленість, убив Годеперта та захопив владу у всьому королівстві, вигнавши Перктаріта. Тримав у полоні в Беневенто дружину Перктаріта та його сина.
Був успішним у багатьох прикордонних боях з візантійцями. Переміг франків, які напали, коли їх король Хлотар III був ще неповнолітнім.
Сповідував аріанство та не визнавав владу папи Римського. Шанував святого Михайла, як воїна — захисника лангобардського народу.